# 由義宮

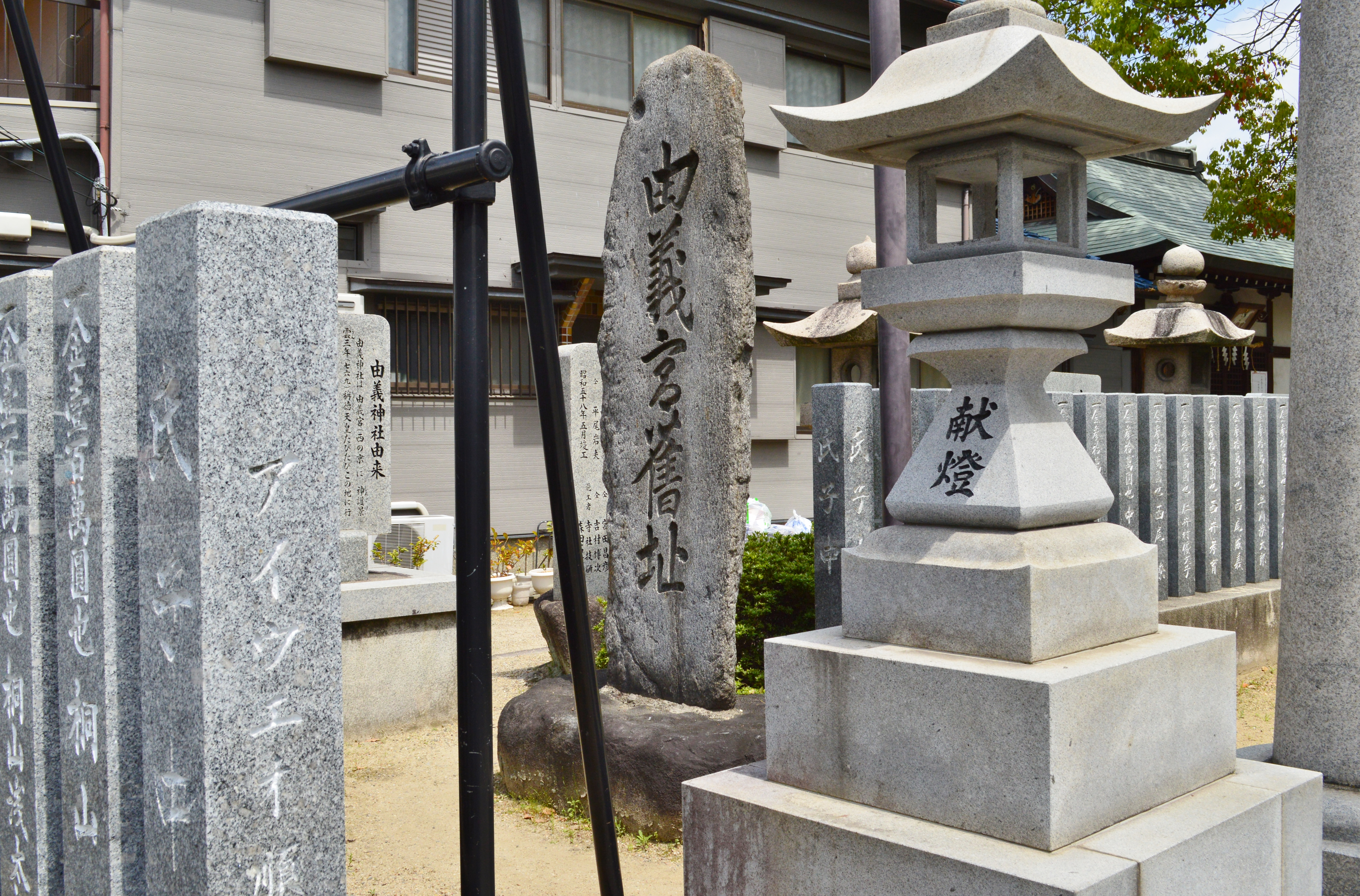
由義宮旧址碑
（大阪府八尾市の由義神社境内）

由義宮（ゆげのみや、ゆげぐう）は、河内国若江郡（現在の大阪府八尾市）にあったとされる離宮。平城京の西の都「西京」（にしのきょう）とされた。奈良時代の神護景雲3年（769年）から宝亀元年（770年）頃まで存続した。八尾市八尾木北にある由義神社の境内に「由義宮旧址」の石碑が建っているが、『続日本紀』などの史書には具体的な所在地は記されていない。2017年時点までの発掘調査では、由義神社から南へやや離れた場所にある東弓削遺跡が、弓削寺（由義寺）及びその近くに造営された由義宮の所在地であった可能性が有力視されている。 

## 概要
称徳天皇はこの地の出身の僧・道鏡を寵愛し、太政大臣禅師さらに法王に任じ、天皇に準じた待遇を与えた。
765年（天平神護元年）の紀伊行幸に際し、行宮を設けて立ち寄ると、弓削寺に参詣した。769年（神護景雲3年）、和気清麻呂の宇佐八幡宮神託事件直後、離宮を建て由義宮とした。離宮は道鏡の郷里である若江郡を中心に、高安郡、大県郡の広範囲にまたがって設営された。河内国を河内職と改め、特別な行政地域とし、長官として藤原雄田麻呂（後の百川）を河内大夫に任じた。
称徳天皇は770年（神護景雲4年）2月から4月にかけてに由義宮に行幸し、その時に船連浄足ら帰化人の男女230名余が歌垣を催したと『続日本紀』に記されている。
しかし、8月に天皇は崩御。道鏡が下野国へ下向した直後に河内職は河内国に戻されている。

## 参考資料
- 『日本大百科全書』小学館
- 『続日本紀』4 新日本古典文学大系14　岩波書店、1995年
- 『続日本紀』全現代語訳(中)(下)、講談社学術文庫、宇治谷孟：訳、1992年、1995年